# 미노정 (사이타마현)
미노정(美野町)은 사이타마현의 서부 지치부군에 존재했던 정이다. 현재의 미나노정, 지치부시에 해당한다.

## 역사
- 1889년 4월 1일 - 정촌제 시행에 의해 미나노정, 구니카미촌, 가네자와촌, 히노자와촌, 미사와촌, 오타촌, 시라토리촌이 성립하였다.
- 1943년 9월 8일 - 전시 정촌합병 촉진법에 의해 미나노정, 구니카미촌, 가네자와촌, 히노자와촌, 미사와촌, 오타촌, 시라토리촌의 일부와 합병해 미노정이 되었다.
- 1946년 12월 1일 - 1정 5촌 (미나노정, 구니카미촌, 가네자와촌, 히노자와촌, 미사와촌, 오타촌)에 분할되어, 미노와정에 소속되어, 미노정은 소멸하였다.
- 1957년
  - 3월 31일 - 미노와정이 미사와촌을 편입하였다.
  - 5월 3일 - 오타촌이 다카시노촌과 함께 지치부시에 편입되었다.

## 참고문헌
- 「角川日本地名大辞典」編纂委員会『角川日本地名大辞典 11 埼玉県』角川書店、1980年7月8日。ISBN 4-04-001110-4。